# HVV Tubantia in het seizoen 1966/67
Het seizoen 1966/1967 was het 12e en laatste jaar in het bestaan van de Hengelose betaaldvoetbalclub Tubantia. De club kwam uit in de Tweede divisie en eindigde daarin op de 22e plaats. Na het seizoen keerde de club vrijwillig terug naar de amateurs. De club werd opnieuw ingedeeld in de vierde klasse amateurs.

## Wedstrijdstatistieken

### Tweede divisie
|       | AGOVV | Baronie | EDO   | Excelsior | Fortuna | Gooiland | Haarlem | Heerenveen | Helmondia '55 | Hermes DVS | Hilversum | HVC   | Limburgia | NOAD  | PEC   | Roda JC | Veendam | FC VVV | Wageningen | Wilhelmina | ZFC   | Zwolsche Boys |
| ----- | ----- | ------- | ----- | --------- | ------- | -------- | ------- | ---------- | ------------- | ---------- | --------- | ----- | --------- | ----- | ----- | ------- | ------- | ------ | ---------- | ---------- | ----- | ------------- |
| Thuis | 1 – 0 | 3 – 1   | 2 – 1 | 0 – 4     | 0 – 3   | 2 – 0    | 1 – 4   | 2 – 5      | 0 – 2         | 3 – 2      | 3 – 1     | 2 – 2 | 2 – 2     | 0 – 4 | 0 – 3 | 0 – 3   | 0 – 1   | 1 – 2  | 1 – 3      | 4 – 1      | 0 – 2 | 2 – 1         |
| Uit   | 2 – 2 | 3 – 0   | 3 – 0 | 2 – 1     | 2 – 0   | 0 – 0    | 4 – 1   | 1 – 1      | 6 – 1         | 2 – 1      | 0 – 4     | 5 – 1 | 3 – 1     | 4 – 1 | 3 – 2 | 3 – 2   | 2 – 1   | 5 – 0  | 4 – 0      | 3 – 1      | 5 – 2 | 0 – 3         |

## Statistieken Tubantia 1966/1967

### Eindstand Tubantia in de Nederlandse Tweede divisie 1966 / 1967
| Stand | Gespeeld | Gewonnen | Gelijk | Verloren | Punten | Doelpunten voor | Doelpunten tegen |
| ----- | -------- | -------- | ------ | -------- | ------ | --------------- | ---------------- |
| 22e   | 44       | 10       | 5      | 29       | 25     | 54              | 109              |

### Topscorers
| Competitie \| # \| Naam \| \| \| -------------- \| ----------------------------- \| -- \| \| 1. \| Jan Welles \| 21 \| \| 2. \| Bertus Strating \| 8 \| \| 3. \| Frits Huiskes \| 5 \| \| 4. \| Hans Hammink \| 4 \| \| 4. \| Rinus Paskamp \| 4 \| \| 6. \| Jan Verdriet \| 3 \| \| 6. \| Ben Wiggers \| 3 \| \| 8. \| Johan Wiedemeijer \| 2 \| \| 9. \| Barry Bruggink \| 1 \| \| 9. \| Herman Ronhaar \| 1 \| \| 9. \| Hans Wiedemeijer \| 1 \| \| Eigen doelpunt \| \| \| \| – \| Freek Mühlenbruch (Excelsior) \| 1 \| \| Totaal \| Totaal \| 54 \| |                               |      |
| # | Naam                          | Goal |
| 1. | Jan Welles                    | 21   |
| 2. | Bertus Strating               | 8    |
| 3. | Frits Huiskes                 | 5    |
| 4. | Hans Hammink                  | 4    |
| 4. | Rinus Paskamp                 | 4    |
| 6. | Jan Verdriet                  | 3    |
| 6. | Ben Wiggers                   | 3    |
| 8. | Johan Wiedemeijer             | 2    |
| 9. | Barry Bruggink                | 1    |
| 9. | Herman Ronhaar                | 1    |
| 9. | Hans Wiedemeijer              | 1    |
| Eigen doelpunt |                               |      |
| – | Freek Mühlenbruch (Excelsior) | 1    |
| Totaal | Totaal                        | 54   |

## Voetnoten
AGOVV · Baronie · EDO · Excelsior · Fortuna · Gooiland · Haarlem · Heerenveen · Helmondia '55 · Hermes DVS · Hilversum · HVC · Limburgia · NOAD · PEC · Roda JC · Tubantia · Veendam · FC VVV · Wageningen · Wilhelmina · ZFC · Zwolsche Boys